# Wólka Orłowska (Nidzica)
Wólka Orłowska (deutsch Wolka, 1938 bis 1945 Großkarlshof) ist ein Dorf in der polnischen Woiwodschaft Ermland-Masuren. Es gehört zur Gmina Nidzica (Stadt- und Landgemeinde Neidenburg) im Powiat Nidzicki (Kreis Neidenburg).

## Geographische Lage
Wólka Orłowska liegt im Südwesten der Woiwodschaft Ermland-Masuren, zwölf Kilometer nördlich der Kreisstadt Nidzica (deutsch Neidenburg).

## Geschichte
1565 ist das Gründungsjahr des Ortes und späteren Gutsdorfes Wolka. Der Gutsbezirk Wolka kam 1874 zum Amtsbezirk Orlau (polnisch Orłowo) im ostpreußischen Kreis Neidenburg.
120 Einwohner waren 1910 in Wolka gemeldet, 165 waren es 1933.
Aufgrund der Bestimmungen des Versailler Vertrags stimmte die Bevölkerung in den Volksabstimmungen in Ost- und Westpreußen am 11. Juli 1920 über die weitere staatliche Zugehörigkeit zu Ostpreußen (und damit zu Deutschland) oder den Anschluss an Polen ab. In Wolka stimmten 76 Einwohner für den Verbleib bei Ostpreußen, auf Polen entfielen keine Stimmen.
Am 3. Juni – amtlich bestätigt am 16. Juli – 1938 wurde Wolka aus politisch-ideologischen Gründen der Abwehr fremdländisch klingender Ortsnamen in „Großkarlshof“ umbenannt. Die Einwohnerzahl belief sich 1939 auf 125.
Als 1945 in Kriegsfolge das gesamte südliche Ostpreußen an Polen überstellt wurde, erhielt Großkarlshof die polnische Namensform „Wólka Orłowska“. Heute ist das kleine Dorf eine Ortschaft im Verbund der Gmina Nidzica (Stadt- und Landgemeinde Neidenburg) im Powiat Nidzicki (Kreis Neidenburg), bis 1998 der Woiwodschaft Olsztyn, seither der Woiwodschaft Ermland-Masuren zugehörig.

## Kirche
Bis 1945 war Wolka/Großkarlshof in die evangelische Kirche Lahna in der Kirchenprovinz Ostpreußen der Kirche der Altpreußischen Union sowie in die römisch-katholische Kirche Neidenburg im Bistum Ermland eingepfarrt.
Heute gehört Wólka Orłowksa zur evangelischen Heilig-Kreuz-Kirche Nidzica in der Diözese Masuren der Evangelisch-Augsburgischen Kirche in Polen, außerdem zur römisch-katholischen Herz-Mariä-Kirche Łyna im jetzigen Erzbistum Ermland.

## Verkehr
Wólka Orłowska liegt an einer Nebenstraße, die Waplewo (Waplitz) an der Schnellstraße 7 (auch: Europastraße 77) über Bolejny (Bolleinen) mit Łyna (Allendorf) verbindet. Außerdem führt ein Landweg von Lipowo Kurkowskie (Lindenwalde) über Wysokie (Karlshof, 1938 bis 1945 Kleinkarlshof) nach Wólka Orłowska. Eine Anbindung an den Bahnverkehr existiert nicht.